# Народни непријатељ
„Народни непријатељ” је југословенски ТВ филм из 1990. године. Режирао га је Живко Николић а сценарио је написао Миодраг Караџић.

## Улоге
| Глумац          | Улога     |
| --------------- | --------- |
| Драго Маловић   | Радосав   |
| Љиљана Крстић   | Јока      |
| Зеф Дедивановић | Јоксим    |
| Љиљана Контић   | Љепосава  |
| Весна Пећанац   | Јека      |
| Боро Беговић    | Петко     |
| Чедо Вукановић  |           |
| Гојко Ковачевић |           |
| Дачо Булатовић  | Полицајац |